# Dror

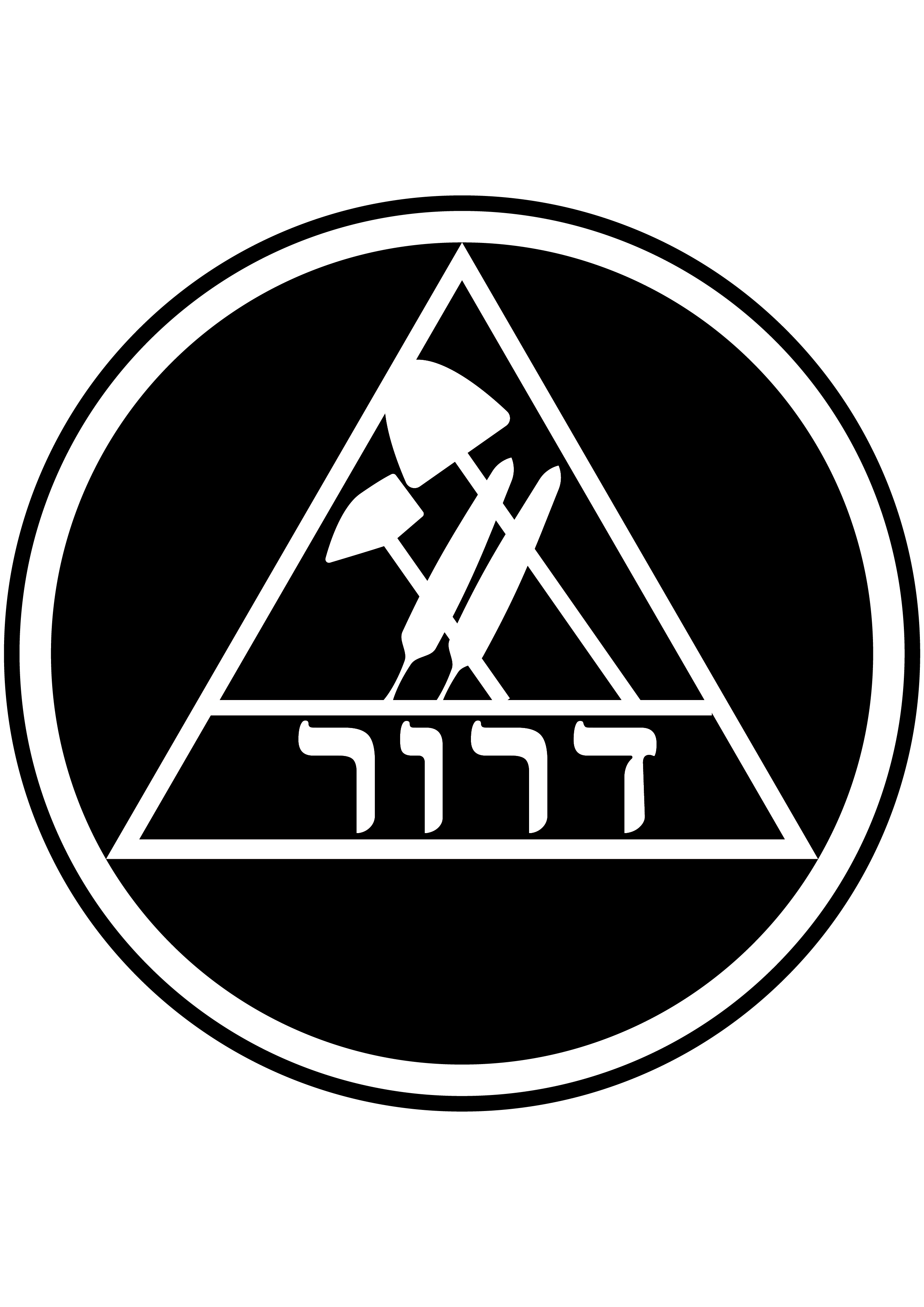

Dror (hebr. Wolność) – żydowska organizacja młodzieżowa działająca w Polsce w latach 1922–1950.
Organizacja została założona w Polsce w 1922 roku przez żydowskich emigrantów z terenów Ukrainy. Programowo związana była z Poalej Syjon-Prawicą. W połowie lat 20. weszła w skład organizacji Frajhajt, jednak zachowała swoją odrębność prawną. Dror była organizacją syjonistyczną, która przygotowywała młodzież do życia w Palestynie, prowadząc szkolenie przyszłych osadników, a także tworząc grupy skautowe.
Podczas II wojny światowej działacze Droru byli współtwórcami koncepcji walki z bronią w ręku. W lipcu 1942 roku wraz z Ha-Szomer Ha-Cair, Bundem, Cukunftem, Blokiem Antyfaszystowskim oraz grupami Akiba utworzyli Żydowską Organizację Bojową.
W 1942 przedstawiciele organizacji działający w getcie warszawskim weszli w skład Żydowskiego Komitetu Narodowego.
W 1943 roku oddziały bojowe Droru wzięły udział w powstaniu w getcie warszawskim i białostockim. Po upadku powstań resztki oddziałów walczyły w partyzantce oraz część następnie w powstaniu warszawskim.

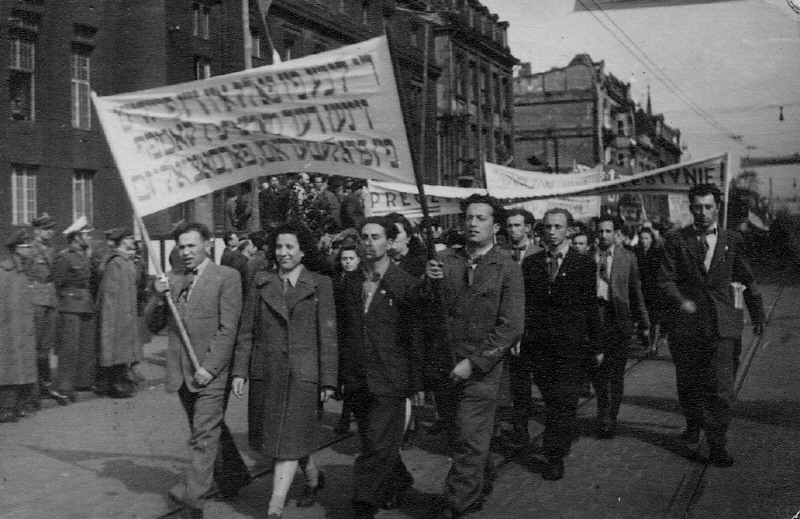
Przemarsz członków Dror w Katowicach, 1947

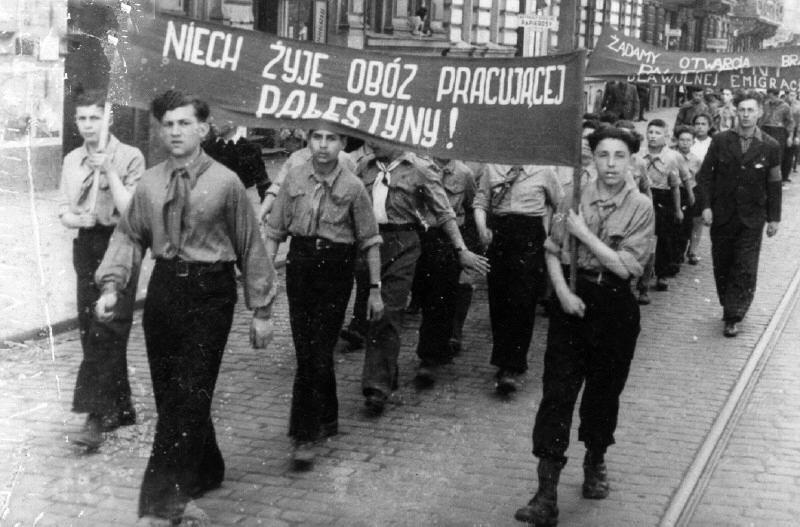
Młodzieżówka Dror w Szczecinie, druga połowa lat 40. XX w.

Po zakończeniu wojny Dror odrodził się w Polsce i był jedyną żydowską organizacją młodzieżową, która została prawnie zalegalizowana. Działała w ramach organizacji He-Chaluc. Jej działalność była podobna jak przed wojną – organizowała szkolenia dla przyszłych osadników w Palestynie, prowadziła kursy zawodowe, rolnicze, kółka samokształceniowe, świetlice, opiekowała się osieroconą młodzieżą, która przeżyła wojnę oraz wróciła ze Związku Radzieckiego. W 1950 roku Dror został zdelegalizowany przez władze państwowe.